# Holstein Kiel

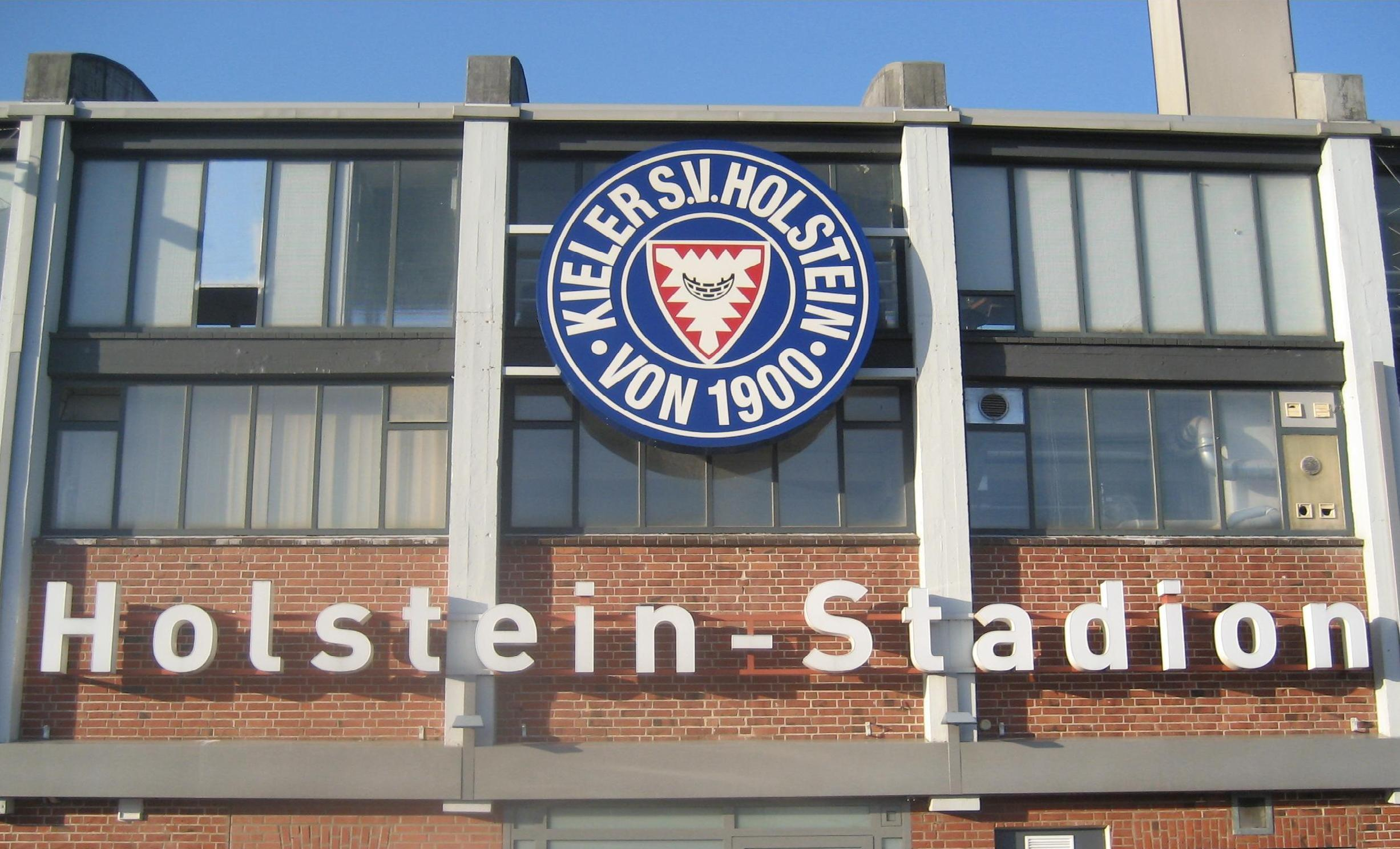
Holstein-Stadion

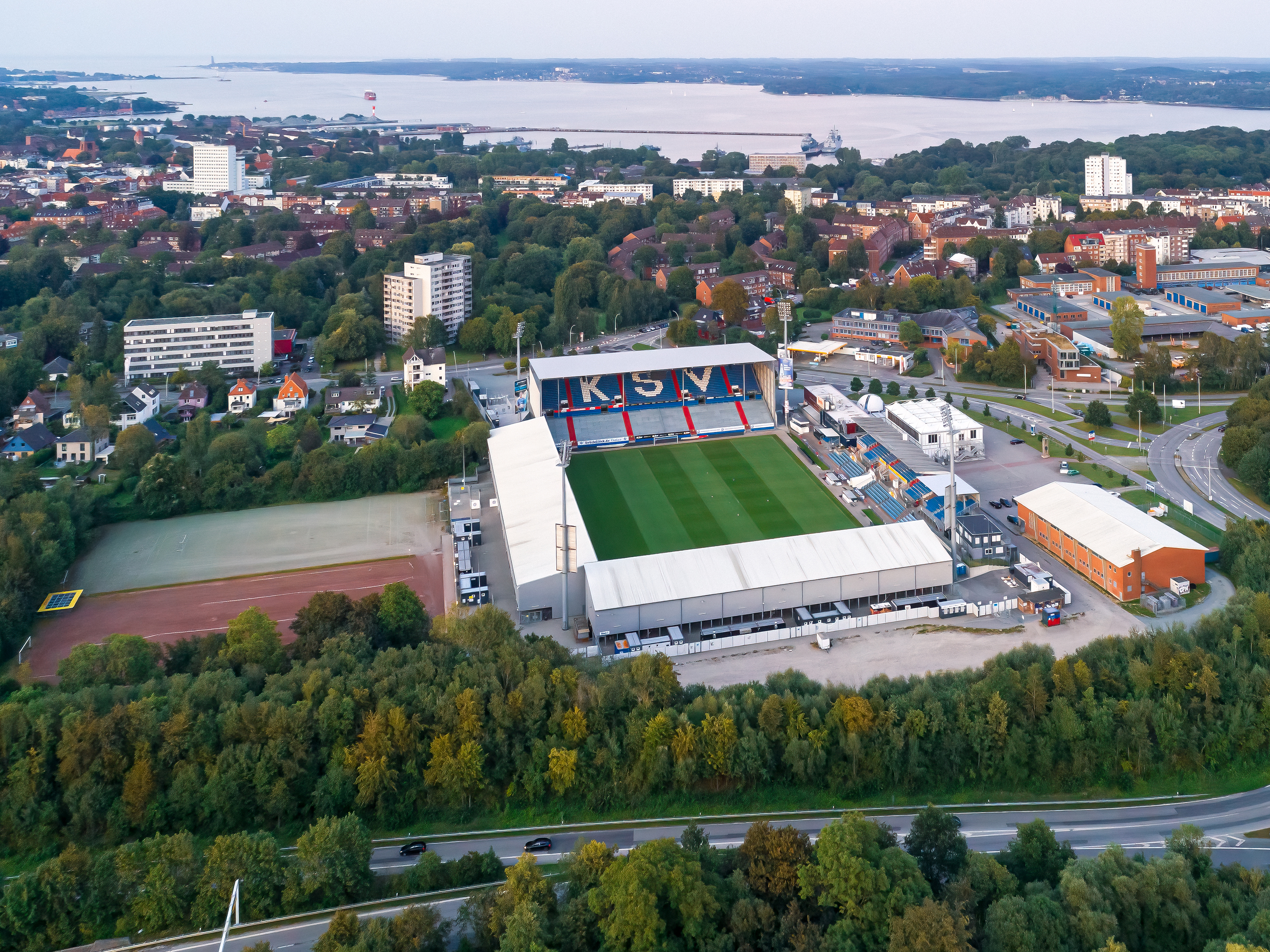
Holstein-Stadion

Holstein Kiel is een Duitse voetbalclub uit Kiel, die sinds 2024 uitkomt in de Bundesliga. De club werd landskampioen in 1912 nadat ze in de halve finale van de verdedigende kampioen Viktoria 89 Berlin wonnen en in de finale van Karlsruher FV die 2 jaar eerder kampioen waren. Sinds 1911 speelt de club in het Holstein-Stadion. Van 1903 tot 1963 was de club actief in de hoogst mogelijke speelklasse.

## Geschiedenis

### 1902-1933
De club werd opgericht op 4 mei 1902 als FC Holstein Kiel door scholieren van de Oberrealschule. In 1908 werd de naam gewijzigd in FV Holstein Kiel. Nadat de club ook actief werd in atletiek en hockey werd in 1914 de naam SV Holstein Kiel aangenomen.
Al van bij de oprichting was de club de meest dominante club van de stad en werd zelfs een van de sterkste van Duitsland. Op 25 februari 1903 was de club medeoprichter van de Kielse voetbalbond en ging in de stadscompetitie van die bond spelen, dat elk jaar gewonnen werd vanaf 1903/04. Door strubbelingen in de bond en het feit dat een aantal clubs de bond verliet, werd het volgende seizoen geen competitie georganiseerd. Vanaf 1905/06 mocht de club ook deelnemen aan de Noord-Duitse eindronde. Nadat Victoria Hamburg de club drie jaar op rij uitschakelde en Eintracht Braunschweig één keer slaagde Holstein er in 1909/10 in om voor het eerst Noord-Duits kampioen te worden. Hierdoor speelde de club voor het eerst op nationaal vlak in de eindronde om de landstitel. Na overwinningen op de hoofdstedelijke clubs BFC Preußen 1894 en Tasmania Rixdorf verloor de club in de finale van Karlsruher FV. Ook het volgende seizoen werd de club Noord-Duits kampioen. In de eindronde versloeg de club Duisburger SpV en verloor in de halve finale van de latere kampioen BTuFC Viktoria 1889. In 1911/12 werd een derde titel op rij behaald en in de nationale eindronde versloeg de club BFC Preußen en BTuFC Viktoria en kwam in de finale opnieuw tegenover Karlsruher FV te staan, dat acht internationals in zijn rangen had. 10.000 toeschouwers volgende de finale in het Hamburgse Stadion Hoheluft, een nieuw Noord-Duits record. Deze keer trok Kiel aan het langste eind en kroonde zich zo voor de eerste en tot dusver enige maal tot Duits kampioen. Dat jaar won de club ook het Akademisch kampioenschap, een toernooi in het leven geroepen door keizer Wilhelm II.
Het volgende seizoen werd de club door Victoria Hamburg verslagen, maar was als verdedigend kampioen wel geplaatst voor de eindronde waarin de club van Duisburger SpV verloor. In 1913/14 richtte de voetbalbond één competitie in voor Noord-Duitsland, de NFV-Liga, met daarin de sterkste teams uit de stadscompetities. Holstein Kiel werd vicekampioen achter Altonaer FC 1893. Door het uitbreken van de Eerste Wereldoorlog werd deze competitie meteen afgevoerd. Omdat Kiel een van de sterkste teams van het land was werden ze afgevaardigd om deel te nemen aan de Baltische spelen in 1914. Na overwinningen op een Russisch en Zweeds elftal werd de club toernooiwinnaar. In Kiel werd een jaar niet gevoetbald en in 1915/16 werd de competitie hervat. In 1916 en 1918 werd er geen Noord-Duitse eindronde gespeeld. In Noord-Duits voetbalkampioenschap 1916/17 verloor de club in de eerste ronde van Borussia Harburg.
Op 7 juni 1917 fusioneerde de club met 1. Kieler FV 1900 en werd KSV Holstein Kiel. Holstein slorpte Kieler FV eigenlijk op. De clubkleuren en stadion van Holstein werd behouden. Enkel de oprichtingsdatum van Kieler FV werd overgenomen.
Na de oorlog herstructureerde de bond de competitie enkele keren. In 1920/21 kwamen er twee reeksen voor de hele regio en de club werd vicekampioen in de Nordkreis achter fusieclub en nieuwe grootmacht Hamburger SV. Het volgende seizoen werd al opgesplitst in zes reeksen. Er werd een finaleronde gespeeld waarin de club opnieuw tweede werd achter HSV. Vanaf 1922 ging het nieuwe kampioenschap van Sleeswijk-Holstein van start. Na twee seizoenen werd die competitie verdeeld over twee reeksen, waardoor stadsrivaal Kilia ook eindelijk eens kampioen kon worden. In 1925/26 werd de club weer Noord-Duits kampioen en plaatste zich nog eens voor de nationale eindronde. Na overwinningen op Stettiner SC en Norden-Nordwest Berlin verloor de club in de halve finale van grootmacht SpVgg Fürth. Kiel slaagde erin zich ook het volgende seizoen te plaatsen en verpletterde Titania Stettin met 9-1, maar verloor dan van Hertha BSC. Na een vicetitel in 1927/28 plaatste de club zich voor de derde keer op rij voor de eindronde en werd na een overwinning op Preußen Stettin opnieuw door Hertha gestopt.
Het volgende seizoen brak er revolutie uit in Noord-Duitsland. De topclubs, met name uit de competitie van Groot-Hamburg, vonden dat de vele reeksen als hoogste klasse nefast waren voor hun niveau. Tien clubs, waaronder Holstein Kiel, richtten een eigen competitie op, waarin Kiel tweede werd achter HSV. De andere competities in Noord-Duitsland vielen in het water, maar de bond organiseerde wel een eindronde, waar ook de rebellerende teams aan mochten deelnemen. Ook in deze eindronde werd Kiel tweede en ging weer naar de eindronde, waarin ze meteen verloren van 1. FC Nürnberg. In 1929/30 werd de club voor de zesde keer Noord-Duits kampioen en toonde zich nog eens in volle glorie op nationaal vlak. Na overwinningen op VfB Leipzig, Eintracht Frankfurt en Dresdner SC stootte de club voor de derde keer door naar de finale, waarin Hertha de tegenstander was. Hertha had Kiel al twee keer uitgeschakeld en speelde voor de vijfde opeenvolgende keer de finale, maar had de vorige vier keer wel verloren. In een spannende wedstrijd verloor Holstein nipt met 5-4.
Na een vicetitel in 1930/31 ging de club weer naar de eindronde en versloeg Prussia-Samland Königsberg, Dresdner SC en verloor dan in de halve finale van SV 1860 München. Holstein slaagde er ook het volgende seizoen in om zich te plaatsen en schakelde Breslauer SC 08 uit en verloor dan van 1. FC Nürnberg. In 1932/33 slaagde de club er niet in om zich te plaatsen voor de nationale eindronde.

### Gauliga
In 1933 kwam de Nationaalsocialistische Duitse Arbeiderspartij aan de macht in Duitsland. De overkoepelende voetbalbonden werden opgeheven en de talloze competities verdwenen. Er werden zestien eerste klassen ingevoerd voor het hele Derde Rijk. Kiel werd ingedeeld in de Gauliga Nordmark en moest het nu opnemen tegen de sterke clubs uit Hamburg. HSV en Eimsbütteler TV zwaaiden de scepter in de Gauliga. In 1936/37 werd de club vicekampioen achter HSV, maar een titel bleef uit al eindigde de club steevast in de top vijf. In 1936 maakte de club een internationale reis door Hongarije en Polen en speelde onder andere voor 40.000 toeschouwers tegen MTK Boedapest.
In 1942 werd de Gauliga Nordmark opgesplitst en ging de club spelen in de Gauliga Schleswig-Holstein. Nu de concurrentie minder was werd de club onmiddellijk kampioen. Hierdoor plaatste de club zich voor het eerst sinds 1932 opnieuw voor de eindronde. Na overwinningen op TSG Rostock, Berliner SV 92 en Schalke 04 verloor de club in de halve finale van latere kampioen Dresdner SC. In de wedstrijd om de derde plaats won de club met 4-1 van First Vienna FC. Ook het volgende seizoen was de club erbij. SV Dessau 05 werd verslagen, maar in de tweede ronde kegelde oude bekende Hertha BSC de club uit de eindronde. Het laatste seizoen voor het einde van de oorlog werd niet beëindigd.

### Oberliga
De oorlog liet ook zijn sporen na bij de sportclub. De accommodatie voor de zwemafdeling werd door bombardementen verwoest en bijgevolg werd deze afdeling gesloten. De club speelde twee seizoenen in een lokale competitie, waarin het zijn meerdere moest erkennen in fusieclub VfB Lübeck. Vanaf 1947 werd begonnen met de Oberliga Nord, een van de vijf nieuwe hoogste klassen in West-Duitsland. In het eerste seizoen kon een degradatie net vermeden worden. Het volgende seizoen werd de club na enkele speeldagen uit de competitie gezet. In het voorgaande seizoen had Holstein een speler opgesteld die niet speelgerechtigd was en de papieren werden vervalst. Als deze fout eerder was ontdekt had Hannover 96 niet moeten degraderen. Hierdoor promoveerde Hannover automatisch naar de Oberliga het volgende seizoen. Ook Kiel mocht weer aantreden in de Oberliga, die nu zestien clubs telde. De resultaten verbeterden en in 1952/53 werd de club vicekampioen achter HSV en plaatste zich voor de eindronde om de titel en werd daar laatste. Na enkele middelmatige resultaten plaatste de club zich opnieuw in 1956/57. Kickers Offenbach versloeg de club in de voorronde, het zou de laatste deelname worden aan een eindronde. Na enkele middenmootplaatsen eindigde de club in de laatste twee seizoenen van de Oberliga nog in de top vijf.

### Na 1963
In 1963 werd de Bundesliga ingevoerd, waarvoor de club zich niet plaatste. Tot aan de invoering van de 2. Bundesliga speelde de club in de tweede klasse. Na enkele seizoenen keerde de club terug, maar na degradatie in 1981 slaagde de club er niet in om snel terug te keren.
In 2010 degradeerde de club uit de 3. Liga en keerde er terug in 2013, nadat het kampioen werd van de Regionalliga Nord en vervolgens in de play-offs KSV Hessen Kassel versloeg. In 2015 werd de club derde en maakte kans op promotie, maar verloor de play-off tegen TSV 1860 München. In 2017 promoveerde de club naar de 2. Bundesliga waar ze in 2018 kwalificeerde voor de playoff voor promotie naar de Bundesliga.
Op maandag 21 mei 2018 greep Holstein Kiel naast promotie naar de hoogste afdeling van het Duitse voetbal, de Bundesliga. VfL Wolfsburg, de nummer zestien van de reguliere competitie in het seizoen 2017/18, wist zich te handhaven. De ploeg met de Nederlandse spelers Paul Verhaegh, Jeffrey Bruma en Riechedly Bazoer versloeg Kiel in de play-offs om promotie/degradatie. Na de 3-1 zege in Wolfsburg won de ploeg van trainer Bruno Labbadia de return in Kiel met 1-0. Robin Knoche zorgde een kwartier voor tijd voor het enige doelpunt van het beslissende duel.
Op woensdag 13 januari 2021 zorgde Holstein Kiel voor een sensatie door, in een door sneeuwbuien geteisterd Kiel, bekerwinnaar FC Bayern München in de 2e ronde van de DFB-Pokal uit te schakelen. Nadat Kiel in de allerlaatste seconde van de extra tijd de 2-2 scoorde moesten na de verlenging strafschoppen de beslissing brengen. Hierin toonde Holstein zich koeler en won die serie uiteindelijk met 6-5. Holstein Kiel haalde uiteindelijk de halve finale van de DFB-Pokal, waarin het door Borussia Dortmund werd uitgeschakeld. 
In 2024 promoveerde Holstein Kiel voor het eerst in zijn bestaan naar de Bundesliga, door als tweede te eindigen in de 2. Bundesliga. De club wordt de eerste uit de deelstaat Sleeswijk-Holstein die in de Bundesliga zal uitkomen. Op 2 november 2024 won Holstein Kiel voor het eerst een Bundesliga wedstrijd, door 1. FC Heidenheim 1846 met 1-0 te verslaan. Holstein Kiel eindigde het eerste seizoen in de Bundesliga op de voorlaatste plaats en degradeerde daarmee na één seizoen weer terug naar de 2. Bundesliga, de club  heeft vanaf de derde speelronde tot het einde van het seizoen op de onderste twee plaatsen gestaan.  

## Erelijst
- Landskampioen

1912
- Kampioen Noord-Duitsland

1910, 1911, 1912, 1926, 1927, 1930
- Kampioen Kiel

1904, 1906, 1907, 1908, 1909, 1910, 1911, 1912, 1913, 1916, 1917, 1918, 1919
- Kampioen Sleeswijk-Holstein

1923, 1924, 1925, 1926, 1927, 1928, 1930, 1931, 1932, 1933

## Eerste Elftal

### Selectie 2023/24
| Nr.           | Naam                   | Nationaliteit | Contract | Vorige club          |
| ------------- | ---------------------- | ------------- | -------- | -------------------- |
| Doelmannen    |                        |               |          |                      |
| 1             | Timon Weiner           | Duitsland     | 2027     | Schalke 04           |
| 21            | Thomas Dähne           | Duitsland     | 2026     | Wisła Płock          |
| 31            | Marcel Engelhardt      | Duitsland     | 2025     | FSV Zwickau          |
| Verdedigers   |                        |               |          |                      |
| 2             | Mikkel Kirkeskov       | Denemarken    | 2024     | Zaglebie Lubin       |
| 3             | Marco Komenda          | Duitsland     | 2026     | SV Meppen            |
| 5             | Carl Johansson         | Zweden        | 2026     | IFK Göteborg         |
| 17            | Timo Becker            | Duitsland     | 2025     | Schalke 04           |
| 18            | Tom Rothe              | Duitsland     | 2024     | Borussia Dortmund    |
| 23            | Lasse Rosenboom        | Duitsland     | 2026     | Werder Bremen        |
| 34            | Colin Kleine-Bekel     | Duitsland     | 2026     | Holstein Kiel II     |
| Middenvelders |                        |               |          |                      |
| 4             | Patrick Erras          | Duitsland     | 2024     | Werder Bremen        |
| 6             | Marko Ivezić           | Servië        | 2027     | Voždovac             |
| 8             | Finn Porath            | Duitsland     | 2026     | Hamburger SV         |
| 10            | Lewis Holtby           | Duitsland     | 2025     | Blackburn Rovers     |
| 15            | Marvin Schulz          | Duitsland     | 2025     | FC Luzern            |
| 16            | Philipp Sander         | Duitsland     | 2027     | Holstein Kiel II     |
| 22            | Nicolai Remberg        | Duitsland     | 2026     | Preußen Münster      |
| 32            | Jonas Sterner          | Duitsland     | 2026     | Holstein Kiel –19    |
| Aanvallers    |                        |               |          |                      |
| 7             | Steven Skrzybski       | Duitsland     | 2026     | Schalke 04           |
| 9             | Benedikt Pichler       | Oostenrijk    | 2025     | Austria Wien         |
| 11            | Alexander Bernhardsson | Zweden        | 2027     | IF Elfsborg          |
| 13            | Shuto Machino          | Japan         | 2027     | Shonan Bellmare      |
| 19            | Hólmbert Friðjónsson   | IJsland       | 2024     | Brescia              |
| 20            | Jann-Fiete Arp         | Duitsland     | 2026     | FC Bayern München II |
| 27            | Joshua Mees            | Duitsland     | 2024     | Jahn Regensburg      |
| 29            | Niklas Niehoff         | Duitsland     |          | Holstein Kiel II     |

| # | Reden                            |
| - | -------------------------------- |
|   | Speelt op huurbasis bij de club. |

Laatste update: 01-05-2024

### Staf 2023/2024
| Naam           | Nationaliteit | Functie           | Contract | Vorige club         |
| -------------- | ------------- | ----------------- | -------- | ------------------- |
| Marcel Rapp    | Duitsland     | Hoofdtrainer      | 2026     | TSG 1899 Hoffenheim |
| Dirk Bremser   | Duitsland     | Assistent-trainer | 2026     | Hamburger SV        |
| Alexander Hahn | Kroatië       | Assistent-trainer | 2026     | Greuther Fürth      |
| Patrik Borger  | Duitsland     | Keeperstrainer    | 2026     | Holstein Kiel II    |
| Niklas Jakusch | Duitsland     | Keeperstrainer    | 2025     | Eckernförder SV     |

Laatste update: 01-05-2024

## Eindklasseringen vanaf 1964 (grafisch)
- 1964 5e
Regionalliga
- 1965 1e
Regionalliga
- 1966 3e
Regionalliga
- 1967 3e
Regionalliga
- 1968 8e
Regionalliga
- 1969 8e
Regionalliga
- 1970 3e
Regionalliga
- 1971 4e
Regionalliga
- 1972 11e
Regionalliga
- 1973 7e
Regionalliga
- 1974 13e
Regionalliga
- 1975 10e
Niveau 3
- 1976 13e
Niveau 3
- 1977 3e
Niveau 3
- 1978 4e
Niveau 3
- 1979 14e
2. Bundesliga
- 1980 14e
2. Bundesliga
- 1981 19e
2. Bundesliga
- 1982 7e
Oberliga
- 1983 3e
Oberliga
- 1984 7e
Oberliga
- 1985 14e
Oberliga
- 1986 15e
Oberliga
- 1987 4e
Oberliga
- 1988 5e
Oberliga
- 1989 4e
Oberliga
- 1990 7e
Oberliga
- 1991 4e
Oberliga
- 1992 7e
Oberliga
- 1993 5e
Oberliga
- 1994 7e
Oberliga
- 1995 11e
Regionalliga
- 1996 18e
Regionalliga
- 1997 6e
Oberliga
- 1998 1e
Oberliga
- 1999 14e
Regionalliga
- 2000 8e
Regionalliga
- 2001 1e
Oberliga
- 2002 13e
Regionalliga
- 2003 13e
Regionalliga
- 2004 12e
Regionalliga
- 2005 9e
Regionalliga
- 2006 4e
Regionalliga
- 2007 15e
Regionalliga
- 2008 1e
Oberliga
- 2009 1e
Regionalliga
- 2010 19e
3. Liga
- 2011 6e
Regionalliga
- 2012 2e
Regionalliga
- 2013 1e
Regionalliga
- 2014 16e
3. Liga
- 2015 3e
3. Liga
- 2016 14e
3. Liga
- 2017 2e
3. Liga
- 2018 3e
2. Bundesliga
- 2019 6e
2. Bundesliga
- 2020 11e
2. Bundesliga
- 2021 3e
2. Bundesliga
- 2022 9e
2. Bundesliga
- 2023 8e
2. Bundesliga
- 2024 2e
2. Bundesliga
- 2025 17e
Bundesliga

- Niveau 1
- Niveau 2
- Niveau 3
- Niveau 4

| Legenda niveautijdlijn | Legenda niveautijdlijn      | Legenda niveautijdlijn      | Legenda niveautijdlijn      | Legenda niveautijdlijn    | Legenda niveautijdlijn |
| Liga                   | Seizoen 1963/64 t/m 1973/74 | Seizoen 1974/75 t/m 1993/94 | Seizoen 1994/95 t/m 2007/08 | Seizoen 2008/09 tot heden | Opmerking              |
| ---------------------- | --------------------------- | --------------------------- | --------------------------- | ------------------------- | ---------------------- |
| Bundesliga             | Niveau I                    | Niveau I                    | Niveau I                    | Niveau I                  |                        |
| 2. Bundesliga          | --                          | Niveau II                   | Niveau II                   | Niveau II                 |                        |
| 3. Liga                | --                          | --                          | --                          | Niveau III                |                        |
| Regionalliga           | Niveau II                   | --                          | Niveau III                  | Niveau IV                 |                        |
| Oberliga               | --                          | Niveau III *                | Niveau IV                   | Niveau V                  | * vanaf 1978/79        |

| Niveau | Aantal | Periode (1947-2026)                                              |
| ------ | ------ | ---------------------------------------------------------------- |
| I      | 17     | 1947-1963, 2024-2025                                             |
| II     | 22     | 1963-1974, 1978-1981, 2017-2024, 2025-....                       |
| III    | 32     | 1974-1978, 1981-1996, 1998-2000, 2001-2007, 2009-2010, 2013-2017 |
| IV     | 8      | 1996-1998, 2000-2001, 2007-2009, 2010-2013                       |

## Seizoensresultaten vanaf 1964
| Seizoen | Competitie                          | Niveau | Eindstand | DFB Pokal   | Opmerking |
| ------- | ----------------------------------- | ------ | --------- | ----------- | --- |
| 1963/64 | Regionalliga Nord                   | II     | 5         | --          | |
| 1964/65 | Regionalliga Nord                   | II     | 1         | --          | 3e in promotiegroep 1 met Borussia Mönchengladbach, SSV Reutlingen 05 en Wormatia Worms                                                             |
| 1965/66 | Regionalliga Nord                   | II     | 3         | 8e finales  | < 1. FC Kaiserslautern: 0-3 |
| 1966/67 | Regionalliga Nord                   | II     | 3         | --          | |
| 1967/68 | Regionalliga Nord                   | II     | 8         | --          | |
| 1968/69 | Regionalliga Nord                   | II     | 8         | --          | |
| 1969/70 | Regionalliga Nord                   | II     | 3         | --          | |
| 1970/71 | Regionalliga Nord                   | II     | 4         | 8e finale   | < Rot-Weiß Oberhausen: 2-5 n.v. |
| 1971/72 | Regionalliga Nord                   | II     | 11        | 1e ronde    | < Hannover 96: 5-4 / 1-7 |
| 1972/73 | Regionalliga Nord                   | II     | 7         | --          | |
| 1973/74 | Regionalliga Nord                   | II     | 13        | --          | |
| 1974/75 | Oberliga Nord                       | III    | 10        | 2e ronde    | < Bayer 05 Uerdingen: 0-1 |
| 1975/76 | Oberliga Nord                       | III    | 13        | 2e ronde    | < Stuttgarter Kickers: 1-1 n.v./1-2; 1e ronde Duits amateurkampioenschap > SV Holzwickede: 0-2 / 2-2                                                |
| 1976/77 | Oberliga Nord                       | III    | 3         | --          | 3e in promotieserie Noord met Rot-Weiß Lüdenscheid, Siegburger SV 04 en Union Salzgitter                                                            |
| 1977/78 | Oberliga Nord                       | III    | 4         | --          | play-off > 1. FC Paderborn: 2-2/2-2/0-0 (4-2 n.s.); 2e in promotiegroep B met Wacker 04 Berlin, OSV Hannover en Olympia Bocholt; winnaar SHFV-Pokal |
| 1978/79 | 2. Bundesliga#Nord                  | II     | 14        | 8e finale   | < 1. FC Nürnberg: 1-7 |
| 1979/80 | 2. Bundesliga#Nord                  | II     | 14        | 2e ronde    | < Eintracht Braunschweig: 1-3 |
| 1980/81 | 2. Bundesliga#Nord                  | II     | 19        | 1e ronde    | < Hertha BSC: 1-3 |
| 1981/82 | Oberliga Nord                       | III    | 7         | 3e ronde    | < Freiburger FC: 0-2 |
| 1982/83 | Oberliga Nord                       | III    | 3         | --          | winnaar SHFV-Pokal |
| 1983/84 | Oberliga Nord                       | III    | 7         | 2e ronde    | < Bayer 05 Uerdingen: 1-2 |
| 1984/85 | Oberliga Nord                       | III    | 14        | --          | |
| 1985/86 | Oberliga Nord                       | III    | 15        | --          | |
| 1986/87 | Oberliga Nord                       | III    | 4         | --          | |
| 1987/88 | Oberliga Nord                       | III    | 5         | --          | |
| 1988/89 | Oberliga Nord                       | III    | 4         | --          | |
| 1989/90 | Oberliga Nord                       | III    | 7         | --          | |
| 1990/91 | Oberliga Nord                       | III    | 4         | --          | winnaar SHFV-Pokal |
| 1991/92 | Oberliga Nord                       | III    | 7         | 2e ronde    | < Bayer 05 Uerdingen: 1-2 |
| 1992/93 | Oberliga Nord                       | III    | 5         |             | |
| 1993/94 | Oberliga Nord                       | III    | 7         | --          | winnaar SHFV-Pokal |
| 1994/95 | Regionalliga Nord                   | III    | 11        | 1e ronde    | < 1. FC Saarbrücken: 0-2 |
| 1995/96 | Regionalliga Nord                   | III    | 18        | --          | winnaar SHFV-Pokal > TSV Nord Harrislee: 2-1 n.v.                                                                                                   |
| 1996/97 | Oberliga Hamburg/Schleswig-Holstein | IV     | 6         | 2e ronde    | < Eintracht Frankfurt: 2-4; finale SHFV-Pokal > TSV Pansdorf: 2-4 n.v.                                                                              |
| 1997/98 | Oberliga Hamburg/Schleswig-Holstein | IV     | 1         | --          | finale SHFV-Pokal > VfB Lübeck: 0-1 |
| 1998/99 | Regionalliga Nord                   | III    | 14        | --          | |
| 1999/00 | Regionalliga Nord                   | III    | 8         | --          | |
| 2000/01 | Oberliga Hamburg/Schleswig-Holstein | IV     | 1         | --          | promotie play-off > 1. SC Göttingen 05: 2-0 / 0-3 (Göttingen kreeg geen licentie)                                                                   |
| 2001/02 | Regionalliga Nord                   | III    | 13        | --          | winnaar SHFV-Pokal > Heider SV: 1-0 |
| 2002/03 | Regionalliga Nord                   | III    | 13        | 2e ronde    | < VfL Bochum: 1-2; winnaar SHFV-Pokal > Flensburg 08; 4-0                                                                                           |
| 2003/04 | Regionalliga Nord                   | III    | 12        | 1e ronde    | < Bayer 04 Leverkusen: 1-3 |
| 2004/05 | Regionalliga Nord                   | III    | 9         | --          | winnaar SHFV-Pokal > SV Henstedt-Rehn: 4-1 |
| 2005/06 | Regionalliga Nord                   | III    | 4         | 1e ronde    | < SpVgg Unterhaching: 0-2 |
| 2006/07 | Regionalliga Nord                   | III    | 15        | --          | winnaar SHFV-Pokal > TSV Kropp: 9-2 |
| 2007/08 | Oberliga Nord                       | IV     | 1         | 1e ronde    | < Hamburger SV: 0-5; winnaar SHFV-Pokal > VfB Lübeck: 1-0                                                                                           |
| 2008/09 | Regionalliga Nord                   | IV     | 1         | 1e ronde    | < Hansa Rostock: 0-2; invoering 3. Liga |
| 2009/10 | 3. Liga                             | III    | 19        | --          | finale SHFV-Pokal > VfB Lübeck: 0-2 |
| 2010/11 | Regionalliga Nord                   | IV     | 6         | --          | winnaar SHFV-Pokal > VfB Lübeck: 3-0 |
| 2011/12 | Regionalliga Nord                   | IV     | 2         | kwartfinale | < Borussia Dortmund: 0-4 |
| 2012/13 | Regionalliga Nord                   | IV     | 1         | --          | promotie play-off > KSV Hessen Kassel: 2-0 / 2-1 |
| 2013/14 | 3. Liga                             | III    | 16        | --          | winnaar SHFV-Pokal > ETSV Weiche: 1-1 (13-12 n.s.)                                                                                                  |
| 2014/15 | 3. Liga                             | III    | 3         | 1e ronde    | < TSV 1860 München: 1-2; Relegation >TSV 1860 München: 0-0 / 1-2; finale SHFV-Pokal > VfB Lübeck: 0-1                                               |
| 2015/16 | 3. Liga                             | III    | 14        | 1e ronde    | < VfB Stuttgart: 0-1 |
| 2016/17 | 3. Liga                             | III    | 2         | --          | winnaar SHFV-Pokal > SV Eichede: 4-2 |
| 2017/18 | 2. Bundesliga                       | II     | 3         | 2e ronde    | < 1. FSV Mainz 05: 2-3 n.v.; Relegation > VfL Wolfsburg: 1-3 uit/0-1 thuis; Ligatopscorer: Marvin Ducksch (18)                                      |
| 2018/19 | 2. Bundesliga                       | II     | 6         | 8e finale   | < FC Augsburg: 0-1 |
| 2019/20 | 2. Bundesliga                       | II     | 11        | 2e ronde    | < SC Verl: 1-1 (7-8 n.s.) |
| 2020/21 | 2. Bundesliga                       | II     | 3         | 1/2 finale  | < Borussia Dortmund: 0-5; Relegation > 1. FC Köln: 1-0 uit/1-5 thuis                                                                                |
| 2021/22 | 2. Bundesliga                       | II     | 9         | 2e ronde    | < TSG 1899 Hoffenheim: 1-5 |
| 2022/23 | 2. Bundesliga                       | II     | 8         | 1e ronde    | < SV Waldhof Mannheim: 0-0 (3-5 ns) |
| 2023/24 | 2. Bundesliga                       | II     | 2         | 2e ronde    | < 1. FC Magdeburg: 3-3 (3-4 ns) |
| 2024/25 | Bundesliga                          | I      | 17        | 2e ronde    | < FC Schalke 04: 0-3 |
| 2025/26 | 2. Bundesliga                       | II     | .         |             | |

## Overzichten
Top-5 meest gespeelde wedstrijden
| Nr. | Land      | Naam               | Positie      | Periode                | Aantal |
| --- | --------- | ------------------ | ------------ | ---------------------- | ------ |
| 1.  | Duitsland | Hans-Peter Ehlers† | Middenvelder | 1953-1966              | 372    |
| 2.  | Duitsland | Tim Siedschlag     | Aanvaller    | 2007- 2010 + 2011-2018 | 289    |
| 3.  | Duitsland | Henning Hardt      | Verdediger   | 1993-1995 + 1997-2004  | 278    |
| 4.  | Duitsland | Henry Peper†       | Doelman      | 1950-1962              | 275    |
| 4.  | Duitsland | Patrick Herrmann   | Verdediger   | 2011-2019              | 275    |

Top-5 Doelpuntenmakers
| Nr. | Land             | Naam               | Periode               | Aantal |
| --- | ---------------- | ------------------ | --------------------- | ------ |
| 1.  | Duitsland        | Gerd Koll†         | 1958-1968             | 140    |
| 2.  | Duitsland        | Alfred Bornemann   | 1953-1963             | 114    |
| 3.  | Litouwen         | Dmitrijus Guscinas | 1999-2003 + 2007-2010 | 87     |
| 4.  | Verenigde Staten | Marc Heider        | 2009-2016             | 85     |
| 5.  | Duitsland        | Gerd Saborowski    | 1963-1966             | 74     |

Laatste update: 02-08-2025.

## Bekende (oud-)spelers
- Adolf Werner (1902–1923)
- Ernst Möller (1910–1916)
- Sophus Nielsen (1913-1915)
- Gábor Obitz (1925–1926)
- Ottmar Walter (1943–1944)
- Alfred Kelbassa (1943–1944)
- Andreas Köpke (1967–1983)
- Francisco Copado (1989–1991)
- Émerson Luiz Firmino (1994–1995)
- Sidney Sam (2002–2004)
- André Breitenreiter (2003–2007)
- Alexander Nouri (2008–2010)
- Rafael Czichos (2015–2018)
- Marvin Ducksch (2017–2018)
- Johannes van den Bergh (2017–2022)
- David Kinsombi (2017–2019)
- Masaya Okugawa (2018–2019)
- László Bénes (2019)
- Jonas Meffert (2018–2021)
- Salih Özcan (2019–2020)